# 菊地正幸
菊地正幸（きくち まさゆき、1948年1月19日 - 2003年10月18日）は、日本の地震学者・地球科学者である。特にリアルタイムでの震源解析に努めた。

## 経歴
- 1948年1月19日 岩手県胆沢郡前沢町（現・奥州市）にて誕生
- 1966年 岩手県立水沢高等学校卒業
- 1970年 東京大学理学部地球物理学科卒業
- 1973年 東京大学大学院理学系研究科博士課程退学・横浜市立大学文理学部助手
- 1976年 東京大学で理学博士の学位を取得・「Theoretical studies on the focal process of earthquakes : applications of fracture mechanics(震源過程の理論的研究 : 破壊力学の応用)」
- 1983年 横浜市立大学文理学部助教授
- 1988年 横浜市立大学文理学部教授
- 1995年 横浜市立大学理学部教授・情報処理教育センター長・理学部環境理学科長
- 1996年 東京大学地震研究所付属地震予知情報センター教授
- 1997年 東京大学地震研究所付属地震予知情報センター長
- 2003年10月18日 死去 従四位・勲四等旭日小綬章

## 研究内容
1970年代にはコンピュータを使用した地震のシミュレーションを調査した。1980年代以降は地震の初期破壊過程の研究を行い、金森博雄らと震源の解析方法を確立した。また、世界の主要な地震について発生直後に解析しインターネット上でそれを公開した。これらは「菊地解」と称され、震源解析の研究の基盤を確立した。また、地震発生直後に地震の実態を把握に焦点を当て、インターネットの普及に伴い地震研究のリアルタイム化を推進した。その後の緊急地震速報の研究・開発にも寄与した。
1995年に発生した兵庫県南部地震では、地震計の波形分析により地下の破壊が2段階の発生を解明し、多重震源であることを迅速に発表した。なお、主要な地震の直後解析（リアルタイム地震学）については、当時の部下で名古屋大学准教授の山中佳子が継承している。

## 著書
- 地震の発生機構、『地震の事典』（1987年；共著）、朝倉書店
- 『地震の科学』（1996年；共著）、丸善
- 『リアルタイム地震学』（2003年）、東京大学出版会
- 地球科学の新展開第2巻『地殻ダイナミクスと地震発生』（2003年；編集責任者）、朝倉書店